# Amazon Echo
Amazon Echo（アマゾン エコー、略称：Echo ）は、Amazonが開発したスマートスピーカーのブランド。「Alexa」とは、Echoに搭載されている音声認識のバーチャルアシスタントの名称である。
Echoデバイスは、音声操作可能なインテリジェント・パーソナル・アシスタントサービス「Alexa」に接続し、「Alexa」という名前を言うと応答する。ユーザーはこの起動ワードを、「Alexa」「Amazon」、「Echo」、「Computer」の中から選択して変更することができる。
機能としては、音声対話、音楽再生、ToDoリストの作成、アラームの設定、ポッドキャストのストリーミング、オーディオブックの再生に加えて、天気や交通情報などのリアルタイム情報を提供する。また、複数のスマートデバイスを制御し、ホームオートメーションハブとして機能することもできる。
このスマートスピーカーは、イーサネットポートがないため、インターネットに接続するにはWi-Fiを使用する必要がある。

## 概要
Amazon EchoはAIアシスタントのAlexa(アレクサ)を搭載しており、名前の「アレクサ」で反応(起動)する(デバイスが反応する言葉はウェイクワード(Wake Word)と呼ばれる)。ウェイクワードはユーザーによってアレクサから「アマゾン」、「エコー」、「コンピューター」に変更可能である。
Echoは音声交流や音楽のプレイバック、予定表の作成、アラームの設定、ポッドキャストのストリーミング、オーディオブックの再生と天気や交通情報、リアルタイム情報などの提供ができる。また、Echo自体をホームオートメーションハブとして使用し複数のスマートデバイスを操作可能である。
アマゾンは少なくとも2010年以降からマサチューセッツ州のケンブリッジとシリコンバレーのLab126のオフィス内部でEchoを開発している 。Echoは2016年のアマゾンの最初のスーパーボウルでの広告で注目された
。
Echoは当初、アマゾンプライム会員か招待者のみに購入が制限されていたが、2015年の6月23日に米国で幅広く入手できるようになった 。アマゾンがAmazon Alexaの開発者向けの求人情報を掲載しトロントのハッカソンで共同司会を務めた後に記者はカナダでの発売は2016年の中盤から下旬になると推測した 。2016年9月28日にはEchoはイギリスで入手可能になった 。更にAlexaの音声サービスが他のデバイスや他の企業のデバイスとサービスで利用可能になり、Echoと接続することを推奨された。

## 機能

### 操作概要
通常モードではEchoは連続して全ての会話を聞き、ウェイクワードが話されていないかをモニターしているが、ウェイクワードは「アレクサ」(アマゾンが所有するネットインデックス企業のアレクサ・インターネットが由来)が優先的に設定されている。Echoはウェイクワードの代わりに手動かつ音声で動作するリモコンが付属している。Echoのマイクは、ボタンを押すことでミュートにすることができる。
Echoの起動には無線インターネット接続が必要である。Echoの音声認識性能はAmazon Web ServiceとアマゾンがYapやEvi、IVONA(ポーランドを拠点とする音声技術のスペシャリストでKindle Fireで使われている)から買収したボイスプラットフォームに基づいている。
Echoは最小の通信ラウンドトリップ、ストリーミング可能な応答、および地理的に分散されたサービスエンドポイントによる処理時間を最小限に抑える「良好な」（低遅延の）インターネット接続で上手く機能する。 アプリは無料であるが、アマゾンのアカウントは必要であり、セットアップ作業はアカウントが無ければできない。

### 利用可能なサービス
Amazon EchoはAccuWeatherから天気情報、ローカルラジオのiHeartRadioやNPRとTuneIn RadioのESPNを含む様々なソースからのニュースを提供している 。
Echoはユーザーのアマゾンミュージックアカウントから購入済みの音楽を再生することができる。また、TuneIn RadioやPandora Radio、Apple Music、Spotifyストリーミング音楽サービスをビルトインサポートしており 、IFTTTとネストのスマートスタットをサポートしている 。また、EchoはAlexaアプリがインストールされたスマートフォンやタブレットからのApple MusicやGoogle play musicのようなストリーミングサービスの音楽も再生できる。Echo単体でのローカルのUPnP / DLNAメディアサーバーからストリーミングされた音楽再生には対応していないが、Bluetooth経由または、一部の機種に搭載されているステレオミニジャック入力端子経由での音楽再生には対応しているため、別途対応プレーヤーが必要。
Amazon Echoは音声操作のアラームや、タイマー、ショッピング、to-doリスト、ウィキペディアの記事にアクセスできる。またグーグルカレンダーなどのスケジューラサービスと連携させることで、スケジュール関連の質問にも対応する。また、Yonomii Philips Hue、Belkin Wemo、SmartThings、InsteonとWinkが統合されている 。加えて、EchoにはOrange Chef、Sonos、 Scout Alarm、Garageio、Toymail、MARAとMojioのようなキッチン向けのアプリが統合されている
Amazon EchoはAlexa Skill Kit(ASK)で作成されたスキルにアクセスすることで任意のサービスを提供することができる。これはサードパーティーが開発したボイス体験があり、アレクサ対応のどのデバイスにも導入できる。スキルの例として音楽を再生、一般的な質問に回答、アラームのセット、ピザの注文、Uberの注文などがある。ユーザーの利便性を高めるためにスキルは継続的に追加されている。ASKはセルフ・サービスAPIやツール、ドキュメントやコードサンプルの寄せ集めで、開発者がスキルを追加するのを容易かつ迅速にする。開発者はASKに新規追加された「スマートホームスキルAPI」を使用することもできる 。ホームスキルAPIはアレクサにクラウド操作の照明や温度調節装置の操作方法を簡単に教えられる。全てのコードはクラウド上で起動しており、ユーザーのEchoには全く存在しない。開発者はチュートリアルで新しいもしくは既存のアプリケーションに音声体験を素早く構築する方法を学ぶことができる。

### ボイスシステム
Amazon Echoから発せられる、生きているかのような自然な声はスピーチ・ユニット技術によるものである。高い正確性はAmazon Alexaの音声合成エンジンに内蔵されている洗練された自然言語処理アルゴリズムを通じて実現された 。

### ライトリング
Amazon Echoには、端末の状態を示すライト機能が備え付けられており、端末の処理状況や状態の簡単な伝達が可能である。ライトの形状はリング状であり、「ライトリング」と呼称される。

### ソフトウェア更新
Amazon Echoの機能はアマゾンがリリースする新規ソフトウェアによって進化を遂げている 。大半の新規アップデートはバグ修正であるが、それに加えて機能の向上も含まれる。新規リリースは数日～1週間以上かけて緩やかにEchoに導入される。Echoが提供する大半の機能はAmazonの持つクラウド上に持っており、実行しているソフトウェアのバージョンを更新することなくEchoに重要な機能を提供できる。例えば2015年4月に、ソフトウェア更新を行わないままスポーツの現在スコアを提供する機能がEchoに追加された。

## 製品

### スタンダードモデル
Echo (エコー)
第1世代の「アマゾンエコー (Amazon Echo)」は高さ23.5cmで7つのマイクアレイが搭載されている円筒型のスピーカーである。エコーのスペックはテキサス・インスツルメンツのDM3725 ARM Cortex-A8プロセッサー、LPDDR1 RAMが256MBでストレージ容量が4GBである。2017年7月時点で第1世代のエコーはレビュー・アグリゲーターの「GearCaliber」で83%のスコアを維持している。
2020年発売の第4世代では、筒状のデザインが一新され球状のデザインとなった。
Echoはデバイスでの音声操作を意図しているが、マイク対応のリモコンはFire TVを購入したときに同梱されるものと類似していた。デバイス上部表面のアクションボタンは新しい場所でのユーザー設定に利用でき、ミュートボタンを押すことでマイクをオフにできる。デバイスの最上部(約1.2 cm)のリングを回すことでスピーカー音量を調節可能。バッテリーを内蔵していないため外部電源への接続が必要になる。
Amazon EchoはデュアルバンドWi-Fi 802.11a/b/g/nに対応し、オーディオストリーミング用にAdvanced Audio Distribution Profile(A2DP)、接続されたモバイルデバイスの音声操作用にAudio/Video Remote Control Profile (AVRCP)をサポートしている。
Echo Plus (エコー・プラス)
デザインは第1世代のエコーと類似しているが、近距離無線通信規格であるZigBeeに対応した(接続済の)スマートデバイスを操作できるスマートホーム・ハブとしても機能する。
2018年9月、第二世代のEcho Plusがアメリカで発売された(日本は2018年10月30日発売予定)。第二世代は外観がファブリック状になり、温度センサーを内蔵している。
Amazon Tap (アマゾンタップ)

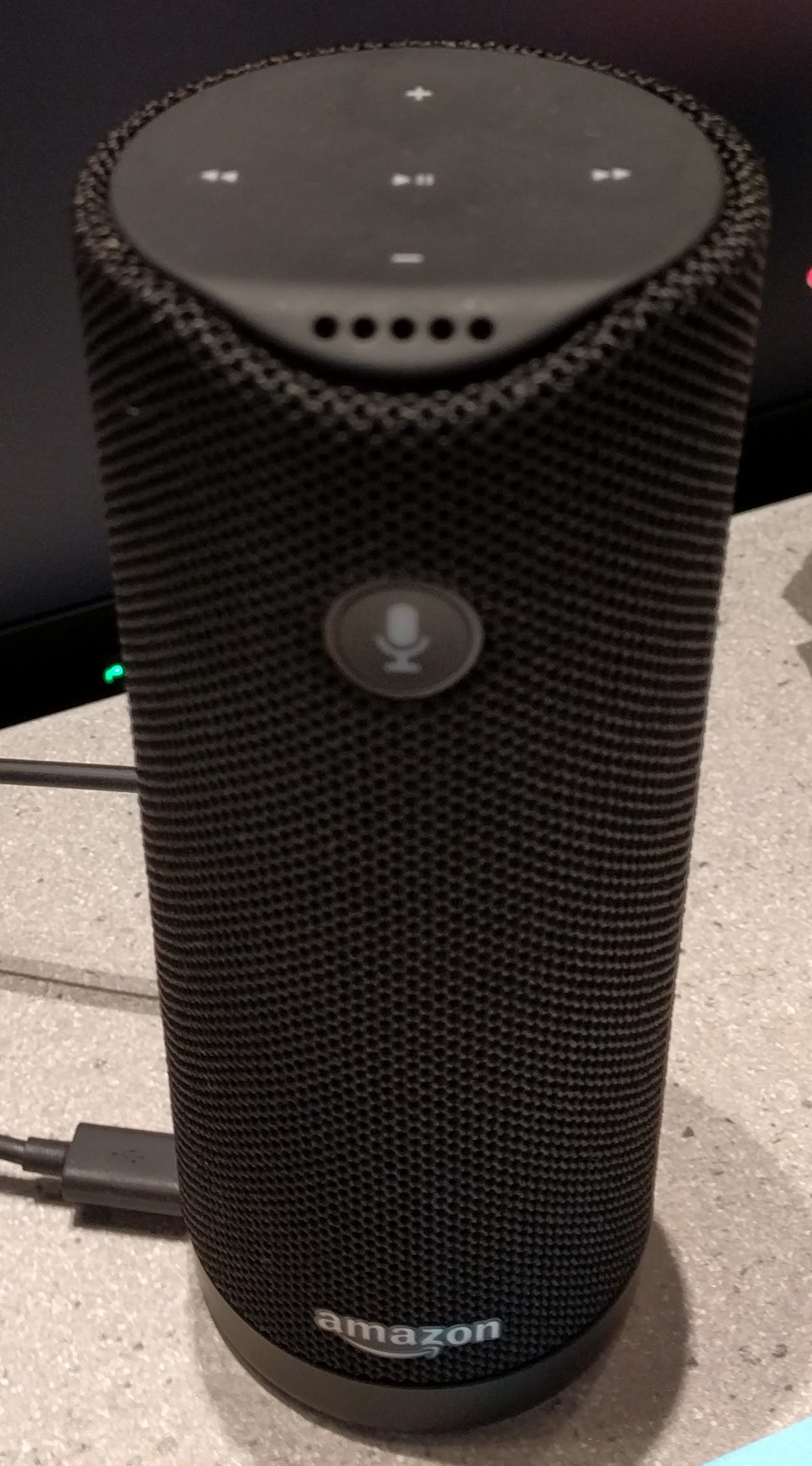
アマゾンタップ

Amazon Tapはエコーの小形で持ち運べるバージョンでありデュアルスピーカーを内蔵している。日本未発売。
Amazon TapはAmazon Echoと同じことができるが、持ち運べるようにするためにバッテリーの充電が必要である。当初、音声コマンドを喋るためにユーザーはTapの前面にあるアクティブボタンを押す必要があったが、2017年2月のソフトウェア更新でAmazon EchoやAmazon Echo Dotと同じように声でタップを起動させる事ができるオプションが追加された。

### 小型モデル
Echo Dot (エコー・ドット)

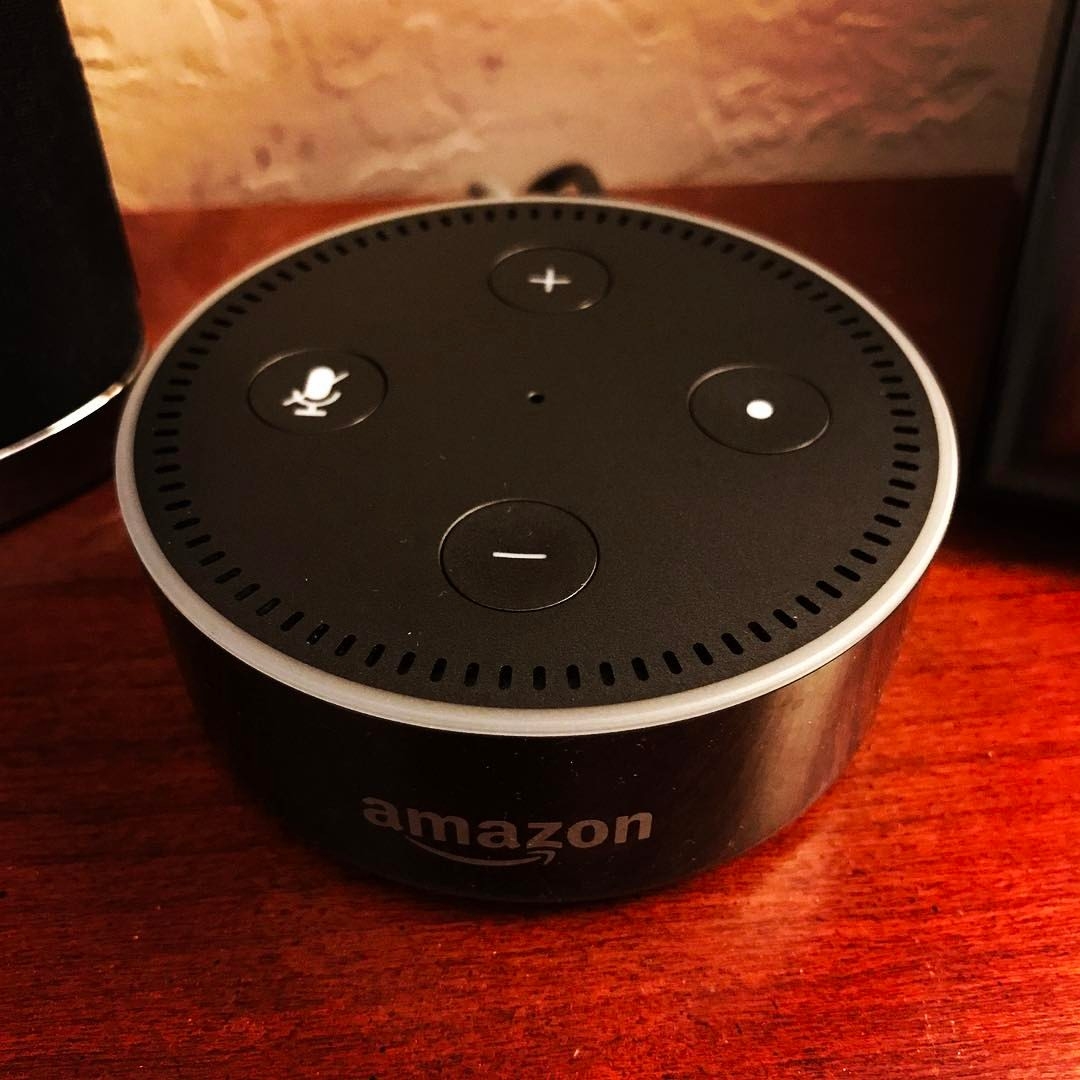
黒のアマゾンエコー・ドット(第2世代)

ホッケーのパックサイズ版エコーで、内蔵スピーカーのサイズのため、外部スピーカーとの接続や、ベッドルームのような部屋でフルサイズのエコーの代替品としてデザインされた。Amazon Echo DotはAmazon Echoで使える機能の全てを使える。
第2世代のEcho Dotは第1世代と比べより低価格になり、音声認識機能が向上したほか、新技術「Echo Spatial Perception (ESP) 」により、質問に対して一つのデバイスのみが答えるように複数のEchoやEcho Dotが連携できるようになった。
2018年9月、Echo Dotの第3世代版が発表された。外観は第2世代のエコー同様、ファブリック状に変更されたほか、7セグメントLEDによる時計表示機能を持つ「Echo Dot with clock」モデルも発売されている。
2020年発売の第4世代では、デザインが一新され球状のデザインとなった。
2023年2月発売の第5世代モデルでは、音質の向上や温度センサーの追加があった。
Echo Flex (エコー・フレックス)
2019年11月(日本)に発売された、プラグインタイプのEchoデバイス。音量ボタンが取り除かれたほか、本体底部に1.5AのUSB-Aポートが1つあり、別売りのモーションセンサーやナイトライトと接続したり、スマートフォンなどのUSB充電に対応したデバイスを接続したりすることができる。Amazon非公式ではあるが、USBハブを用いて複数のセンサーをつなげることも可能。

### 高音質モデル
Echo Studio (エコー・スタジオ)
2019年にアマゾンミュージックHDの配信開始に伴い、ハイレゾ音源、3Dサウンドの音楽再生に対応したエコーとして新たにデザインされた。24ビットDAC搭載、ドルビーアトモスないしSony 360 Reality Audioのデコードに対応。
Echo Linkに搭載されているオプティカル入力にも対応しているが、出力端子は搭載されていない。また、Echo Plusに搭載されているスマートデバイスを操作できるスマートホーム・ハブ機能も搭載している。但し、温度センサーは非搭載。

### 液晶ディスプレイ搭載モデル
Echo Show (エコー・ショー)

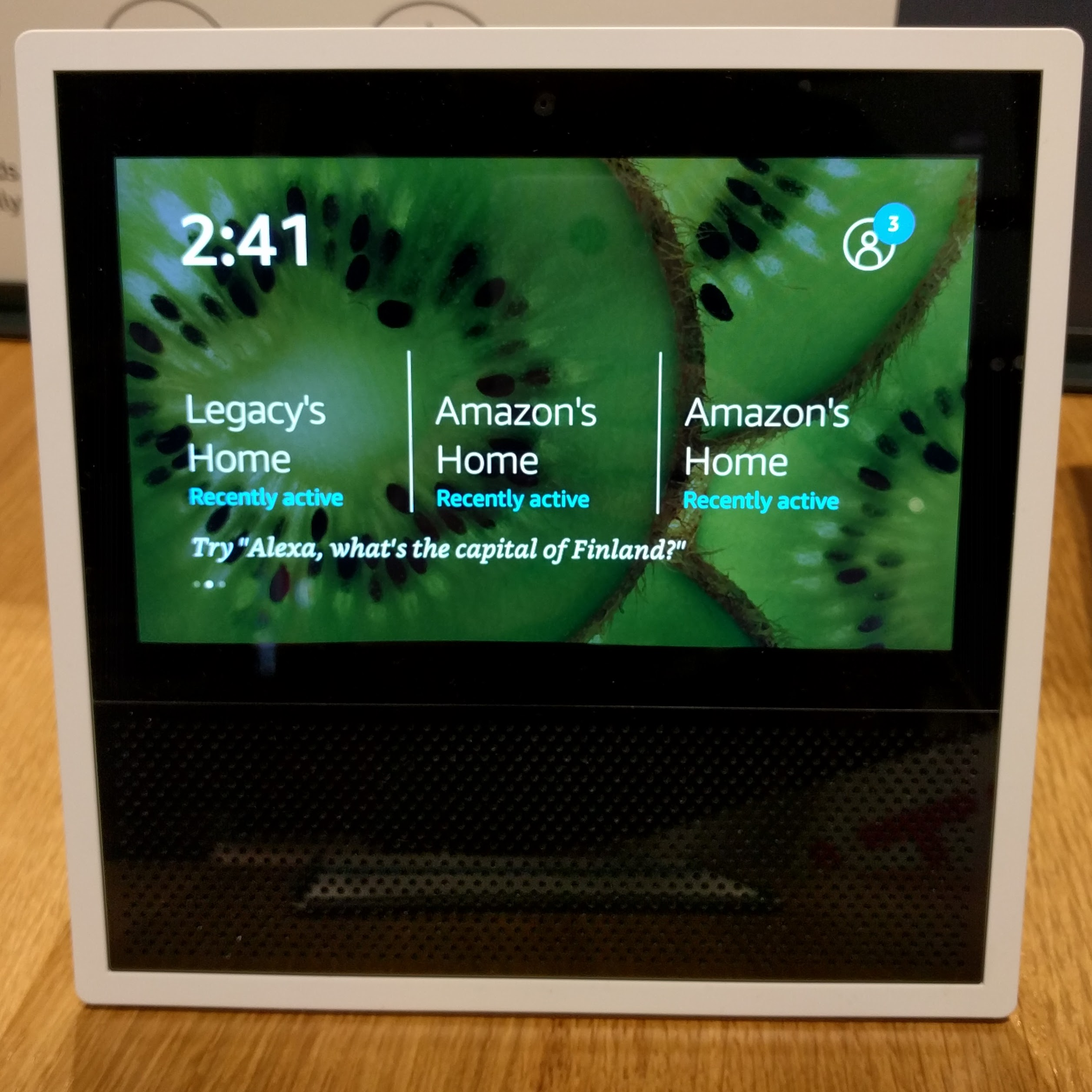
アマゾンエコー・ショー

Echo Showはメディアの再生や、ビデオ電話(5MPの前面カメラ)や他の機能に使える7インチの液晶ディスプレイを搭載している 。2017年6月28日にアメリカで229.99ドルで発売。
Echo Showの第二世代は2018年9月20日のAmazonのアレクサの製品イベントで明らかにされた。第二世代は10インチのタッチスクリーン、改良されたスピーカーを搭載している他、ケースはメッシュ状になっている。アメリカで2018年10月に発売(日本は2018年12月12日発売予定)。
さらに、Echo Showの機能を殆ど搭載しながらも、5インチのタッチスクリーンを搭載した廉価版のAmazon Echo Show 5、8インチのタッチスクリーンを搭載したミドルレンジのAmazon Echo Show 8が発売された。
2022年には、15.6インチのディスプレイをもつAmazon Echo Show 15が国内発売された。
Echo Spot (エコー・スポット) [2018年発売]
Echo Showと同機能の「エコー・スポット (Echo Spot)」は2.5インチの円形スクリーンを搭載する目覚まし時計型のデバイスであり、アメリカで129.99ドルで発売(日本では2018年7月26日発売)。
Echo Spot (エコースポット) [2024年発売]
ひと目で天気が確認できる、半円形のディスプレイを搭載している。(日本では2024年7月9日発売)

### その他のモデル
Amazon Echo Look (アマゾンエコー・ルック)
第1世代のエコーよりも20ドル高いカメラ型のデバイス「アマゾンエコー・ルック (Amazon Echo Look)」は通常のエコーの機能に加えて、人工知能による服装の推薦、セルフィー、ビデオ録画ができる。アマゾンの主要機能とフルレンジの写真と360度映像を撮影するカメラにファッションアドバイス用のAIが搭載されている 。消費者の製品としてファッション専門家からのアドバイスを受けた「機械学習機能」に基づき、服装の目録を作るのを手伝ったり、外見を評価したりする。日本未販売。
Echo Auto (エコー・オート)
2018年9月のアレクサ製品発表イベントでAmazonは車両用のEchoデバイスを発表した。このデバイスは、Bluetoothでユーザーのスマートフォンと接続し、Alexaの諸機能に加えて進行方向を提供する。Echo Autoはアメリカで2018年末近くに招待制の製品として入手可能になる。日本でもその後発売されたが、現在は購入できない。2022年の9月には海外では第2世代も発表されたが、日本では発売未定である。
Echo Input (エコー・インプット)
Echo Inputはスピーカー非搭載のアレクサの入力デバイスである。音声出力には外部スピーカーとの接続が必要。他のEchoシリーズ製品と比べて、余計な機能を省略してコストダウンを図った製品のため、アマゾンミュージックHDでの再生時やBluetooth再生時において、音が途切れる不都合が多い。
Echo Link,Echo Link Amp (エコー・リンク、エコー・リンク・アンプ)
Echo Linkはエコー・インプットのハイエンド版で追加の出力ポートとボリュームノブを搭載している。
Echo Link AmpはEcho Linkと同じ操作方法であるがアンプを搭載している。別途スピーカーが必要。

### アクセサリー
Echo Buttons (エコー・ボタン)
第二世代のEchoと共にAmazonは２つの新たなアクセサリーを発表された製品の一つ。
Echo Buttonは「ジェパディ!」などのエコーデバイス上のゲームをプレイしている際に使用できるボタンである。
Echo Connect (エコー・コネクト)
Echo Connectはエコーと家庭の固定電話に接続する小型のアダプターであり、家の電話番号でEchoで電話をかけられるようになる。
Echo Sub (エコー・サブ)
2018年9月発表。他のEchoスピーカーと接続する製品としてデザインされたワイヤレスサブウーファーである。
6.0インチ口径のウーファーを搭載したダウンファイアリング型のサブウーファーで、100WクラスDアンプを搭載。
Echo Wall Clock (エコー・ウォールクロック)
2018年9月発表。Echoデバイスで設定したタイマーの残り時間を表示できる。

## プライバシーの懸念
Amazon Echoシリーズは、家庭のプライベートな会話についてのアクセスや足音やテレビやラジオ番組をきっかけにして誰が家にいて誰がいないかを特定できるのではないかといった懸念が示された 。アマゾンはこれらの懸念に対し、Echoはユーザーのウェイクワードで動作させた時のユーザーの自宅の声を録音しているだけであるが、技術的には常に声を録音することができ、また実際はユーザーがウェイクワードを喋るかを探知するため常に聞いていると述べた。
Echoは将来のユーザーの質問への応答を改善するために過去にユーザーがクラウドサービスに送った(Echoを利用した際の)声の録音を利用している。プライバシーの懸念に対処するためにユーザーはアカウントから録音を削除することが可能であるが、削除すると音声検索のユーザーエクスペリエンスが低下する可能性がある。これらの録音を削除するにはユーザーはアマゾンのアカウントサービス上の「マイデバイスの管理」ページを訪れるか、アマゾンのカスタマーサービスに連絡を取ることができる。
Echoはユーザーのロケーション情報を必要とした時にコンパニオンアプリに設定された住所を使用する 。アマゾンとサードパーティーのアプリやウェブサイトはロケーションに基づいたサービスの提供をするために現在地情報を使い「the Maps app」や「Find Your Device」の音声サービスに提供するために情報を保管し、パフォーマンスとロケーションサービスの正確性をモニターする。例えば、Echoの音声サービスはユーザーの近くのレストランやストアのリクエストに応答するためにユーザーのロケーション情報を使う。同様に、Echoはユーザーのマップに関連した要求の処理やマップの操作性を改善するためにユーザーの現在地情報を使用する。収集された全ての情報はアマゾンのプライバシーに関する通知の対象となる
。

### 犯罪の証拠としてのAmazon Echo
2015年11月22日にアメリカ合衆国アーカンソー州ベントンビルのジェームズ・アンドリュー・ベイツの自宅でビクター・コリンズが死亡した事件について捜査していた州警察は、アマゾンに容疑者のベイツが所有するEchoの音声データを提供するよう令状を出したが同社はプライバシーについての懸念を引き合いに出し提供を拒んだ。この対立はベイツがアマゾンが保有していた彼の個人情報の提供に同意したため終了した。

## 制限
アマゾンで扱っている商品では、アパレルやシューズ、ジュエリー、時計を購入することができない 。加えて、Amazonフレッシュ、プライムパントリー、プライムナウ、アドオン商品などはAlexaの注文機能がサポートしていない。また、ショッピングリスト機能は一度に複数の商品を追加できない。
Echoはユーザーがより良い回答を期待して一般的な質問をする時に、一貫性のない答えを提供する。Echoは特定の同音異義語(同じに聞こえるが、違う意味を持つ言葉)にしばしば混乱する。